# شیرین‌بیان (ترانه)
«شیرین‌بیان» (به انگلیسی: Liquorice) ترانه‌ای از رپر آمریکایی آزیلیا بنکس می‌باشد که در نخستین آلبوم چندآهنگهٔ وی تحت عنوان ۱۹۹۱ (۲۰۱۲) منتشر گردید. این اثر ابتدا در ۱۸ دسامبر سال ۲۰۱۱ در حساب تامبلر بنکس منتشر گردید و بعدها در ۴ دسامبر سال ۲۰۱۲ به‌صورت دیجیتال برای دانلود عرضه گردید. «شیرین‌بیان» بر پایهٔ قطعه‌ای از لون به نام پاین‌اپل کراش ساخته شده و یک قطعه در سبک اسید هاوس می‌باشد که در ترکیب آن از سینث‌سایزر استفاده شده‌است. محتوای اشعار ترانه دارای بازی با واژگان است که ریشه در فرهنگ زبانی هارلم، محل تولد بنکس، دارد و روایت آن نیز از پیوندهای عاشقانه میان نژادها الهام گرفته است. موزیک ویدئوی این تک‌آهنگ به کارگردانی رنکین ساخته شد و در ژوئن سال ۲۰۱۲ منتشر شد.